# Río Collileufu
Río Collileufu är ett vattendrag i Chile.   Det ligger i regionen Región de Los Ríos, i den södra delen av landet, 700 km söder om huvudstaden Santiago de Chile.
I omgivningarna runt Río Collileufu växer i huvudsak städsegrön lövskog. Runt Río Collileufu är det glesbefolkat, med 18 invånare per kvadratkilometer.